# Liste der Mitglieder der Holsteinischen Ständeversammlung 1853
Diese Liste nennt die Mitglieder der Holsteinischen Ständeversammlung 1853.

## Allgemeines
1846 lösten sich die von deutschen Nationalliberalen dominierten Ständeversammlungen der Herzogtümer Schleswig und Holstein aus Protest gegen die Zulassung der weiblichen Erbfolge in Schleswig durch Christian VIII selber auf. Im Zuge der Schleswig-Holsteinischen Erhebung von 1848 und den Ersten Schleswig-Holsteinischen Krieg von 1848 bis 1851 wurden die Ständeversammlungen von Schleswig und Holstein durch die schleswig-holsteinische Verfassung vom 5. Juni 1849 faktisch abgeschafft und die Schleswig-Holsteinische Landesversammlung trat an ihre Stelle. Nach dem Zusammenbruch der schleswig-holsteinischen Erhebung gegen Dänemark 1851 wurden die Versammlungen durch den dänischen König in seiner Funktion als Herzog von Schleswig und Holstein wiederhergestellt und die Abgeordneten kamen 1853 erstmals erneut zusammen.
Mit allerhöchstem Patent vom 14. August 1853 wurde die Holsteinische Ständeversammlung einberufen. Königlicher Kommissar war von Scheel. 

## Präsidium
- Präsident: Georg Christian Burchardi
- Vizepräsident Ludolf Conrad Hannibal Bargum
- Sekretäre: Friedrich Johann Heinrich Rötger und Johann Georg Hartwig Tiedemann
- Redakteure der Ständezeitung: Henning Ratjen und Johann Bernhard Chemnitz

## Liste
| Mandat                                                                        | Abgeordneter                                                                 | Stellvertreter                                                       | Anmerkung |
| ----------------------------------------------------------------------------- | ---------------------------------------------------------------------------- | -------------------------------------------------------------------- | --- |
| Inhaber der erblichen Virilstimme                                             | Hofjägermeister von Buchwald auf Helmstorf                                   | ./.                                                                  | |
| Allerhöchst ernannte Mitglieder der Ritterschaft                              | Hofjägermeister Ferdinand von Hahn auf Neuhaus                               | ./.                                                                  | |
| Allerhöchst ernannte Mitglieder der Ritterschaft                              | Graf Joseph von Baudissin auf Borstel                                        | ./.                                                                  | |
| Allerhöchst ernannte Mitglieder der Geistlichkeit                             | Pastor Karl Friedrich Christian Hasselmann aus Altencrempe                   | ./.                                                                  | |
| Allerhöchst ernannte Mitglieder der Geistlichkeit                             | Pastor Johann Bernhard Chemnitz aus Kaltenkirchen                            | ./.                                                                  | |
| Allerhöchst ernannte Mitglieder der Universität Kiel                          | Professor Henning Ratjen                                                     | ./.                                                                  | |
| Gewählte Abgeordnete Besitzer adliger und anderer größere Güter               | Ernst Christian von Reventlow auf Farve                                      | Georg Eduard Böhme auf Depenau                                       | Böhme nahm 1853 als Stellvertreter am Landtag teil |
| Gewählte Abgeordnete Besitzer adliger und anderer größere Güter               | ./.                                                                          | Graf Ernst von Schimmelmann auf Ahrensburg                           | nahm ab dem 8. Oktober am Landtag als Stellvertreter teil                                                                                                   |
| Gewählte Abgeordnete Besitzer adliger und anderer größere Güter               | Graf Cay Lorenz von Brockdorff auf Kletkamp                                  | J.H. Meyerinck auf Schönböcken                                       | |
| Gewählte Abgeordnete Besitzer adliger und anderer größere Güter               | Wilhelm Arnold Auff’m Ordt auf Klinken                                       | ./.                                                                  | |
| Gewählte Abgeordnete Besitzer adliger und anderer größere Güter               | Hofjägermeister Graf Gabriel Friedrich Schreiber von Kronstern auf Nehmten   | Aimé von Mesmer-Saldern auf Annenhof                                 | Kronstern war auf dem Landtag entschuldigt |
| Gewählte Abgeordnete Besitzer adliger und anderer größere Güter               | Hofjägermeister Graf S. W. von Baudissin auf Sophienhof                      | Dr. jur. Julius Heinrich von Hollen auf Schönweide                   | Baudissin war auf dem Landtag entschuldigt |
| Gewählte Abgeordnete Besitzer adliger und anderer größere Güter               | D. W. Völkers auf Godderstorf                                                | Otto Friedrich Schwerdtfeger auf Segalendorf                         | |
| Gewählte Abgeordnete Besitzer adliger und anderer größere Güter Klosterpropst | Otto von Rantzau zu Uetersen                                                 | Simon Tamm auf Muggesfelde                                           | |
| Gewählte Abgeordnete Besitzer adliger und anderer größere Güter               | Klosterpropst Carl zu Qualen zu Preetz                                       | Ferdinand Trummer auf Projensdorf                                    | |
| Gewählte Abgeordnete Besitzer kleinerer Güter; 1. Wahlbezirk                  | Peter Mohr aus Hemme                                                         | Claus Heim Ross aus Hedewigenkooge                                   | |
| Gewählte Abgeordnete Besitzer kleinerer Güter; 2. Wahlbezirk                  | Hofbesitzer Peter Friedrich Hinrichs aus Hollingstedt                        | Kirchspielvorsteher Anton Ludwig Reimers in Lunden                   | |
| Gewählte Abgeordnete Besitzer kleinerer Güter; 3. Wahlbezirk                  | Eingesessener Hinrich Schütt aus Burg                                        | Eingesessener Claus Friedrich Boje in Ammerswurth                    | |
| Gewählte Abgeordnete Besitzer kleinerer Güter; 4. Wahlbezirk                  | Landesbevollmächtigter Michael Paulsen aus Behmhusen                         | Hofbesitzer Hinrich Christian Mümpelmann im Brunsbüttler Kooge       | |
| Gewählte Abgeordnete Besitzer kleinerer Güter; 5. Wahlbezirk                  | Hofbesitzer Carsten Möller aus Kampen                                        | Hofbesitzer Peter Heesch in Hochfeld                                 | |
| Gewählte Abgeordnete Besitzer kleinerer Güter; 6. Wahlbezirk                  | Hofbesitzer Martin Schröder aus Neukirschenerwisch                           | Hofbesitzer Jacob Scharmer auf Horstmoor                             | |
| Gewählte Abgeordnete Besitzer kleinerer Güter; 7. Wahlbezirk                  | Landesbevollmächtigter Matthias Meyn aus Groß-Sonnendeich                    | Hofbesitzer Peter Thormähler jun. in Raa                             | |
| Gewählte Abgeordnete Besitzer kleinerer Güter; 8. Wahlbezirk                  | Hofbesitzer Adolph Friedrich August Lübbe zum Schäferhof                     | ./.                                                                  | |
| Gewählte Abgeordnete Besitzer kleinerer Güter; 9. Wahlbezirk                  | Mühlenbesitzer Johann Friedrich Timmermann aus Sassel                        | ./.                                                                  | |
| Gewählte Abgeordnete Besitzer kleinerer Güter; 10. Wahlbezirk                 | Amtsvorsteher August Friedrich Rickers auf Neuhof                            | Anbauer T.H.E. Hase in Treuholz                                      | |
| Gewählte Abgeordnete Besitzer kleinerer Güter; 11. Wahlbezirk                 | Kirchspielsbevollmächtiger Carl Friedrich Barth aus Hagen                    | Kirchspielsbevollmächtiger Hans Hinrich Dose in Blunk                | |
| Gewählte Abgeordnete Besitzer kleinerer Güter; 12. Wahlbezirk                 | Dingvogt Hinrich Schnoor aus Ehndorf                                         | Bauervogt Claus Detlev Butenschön in Großflintbek                    | |
| Gewählte Abgeordnete Besitzer kleinerer Güter; 13. Wahlbezirk                 | Hufner Christian Pahl aus Jevenstedt                                         | ./.                                                                  | |
| Gewählte Abgeordnete Besitzer kleinerer Güter; 14. Wahlbezirk                 | Hufner Hinrich Göttsch aus Prausdorf                                         | Hufner Johann Friedrich Stoltenberg in Moorsee                       | |
| Gewählte Abgeordnete Besitzer kleinerer Güter; 15. Wahlbezirk                 |                                                                              | Dr. jur. Lucius Carl Joseph Andreas de Neergaard auf Oevelgönne      | |
| Gewählte Abgeordnete Besitzer kleinerer Güter; 16. Wahlbezirk                 | Hufner Hinrich Friedrich Carstens aus Rathjensdorf                           | Parzellist Johann Friedrich Rauert auf Kolauerhof                    | |
| Gewählte Abgeordnete Städtische Einwohner; 1. Wahlbezirk                      | Kaufmann Gustav Wall aus Altona                                              | Kammerrat, Auktionsverwalter Johann Bernhard Behre aus Altona        | |
| Gewählte Abgeordnete Städtische Einwohner; 1. Wahlbezirk                      | Kaufmann Theodor Reincke aus Altona                                          | Apotheker Gustav Eduard Löhmann aus Altona                           | |
| Gewählte Abgeordnete Städtische Einwohner; 1. Wahlbezirk                      | Kaufmann und Fabrikant John Carl Semper aus Altona                           | Kaufmann und Fabrikant Johann Jürgen Schwedeler aus Altona           | |
| Gewählte Abgeordnete Städtische Einwohner; 2. Wahlbezirk                      | Kaufmann Johann Schweffel III. in Kiel                                       | Eisenbahndirektor Johann Christian Ravit aus Kiel                    | Ravit nahm als Stellvertreter teil. Auf der konstituierenden Sitzung wurde die Rechtmäßigkeit der Wahl jedoch mehrheitlich verneint und das Mandat erlosch. |
| Gewählte Abgeordnete Städtische Einwohner; 2. Wahlbezirk                      | Oberappellationsgerichtsrat Georg Christian Burchardi aus Kiel               | Landrat Graf Hans Adolf von Brockdorff auf Sarlhusen                 | |
| Gewählte Abgeordnete Städtische Einwohner; 3. Wahlbezirk                      | Ober- und Landgerichtsadvokat Johann Georg Hartwig Tiedemann aus Glückstadt  | Kanzleirat, Landgerichtsnotar Paul Heinrich Martens in Glückstadt    | Tidemann nahm an der Eröffnungssitzung nicht teil |
| Gewählte Abgeordnete Städtische Einwohner; 4. Wahlbezirk                      | Rathsverwandter Johann Christian Friedrich Junglöw aus Rendsburg             | Cand. jur. Wilhelm Eduard Wiggers in Rendsburg                       | |
| Gewählte Abgeordnete Städtische Einwohner; 5. Wahlbezirk                      | Justizrat Friedrich Johann Heinrich Rötger aus Itzehoe                       | Kanzleirat, Bürgermeister Gustav Poel in Itzehoe                     | |
| Gewählte Abgeordnete Städtische Einwohner; 6. Wahlbezirk                      | Kaufmann und Fabrikant Detlev Horstmann aus Heide                            | ./.                                                                  | |
| Gewählte Abgeordnete Städtische Einwohner; 7. Wahlbezirk                      | Kanzleirat, Gerichtshalter Peter Friedrich Matthiessen aus Glückstadt        | Kirchenjurat J.C. Schröder aus Uetersen                              | Schröder nahm als Stellvertreter teil |
| Gewählte Abgeordnete Städtische Einwohner; 8. Wahlbezirk                      | Kammerherr, Hofjägermeister Johan Daniel Carl Ulysses Dirckinck von Holmfeld | Eingesessener Martin Kleinworth in Wedel                             | Keiner der beiden nahm am Landtag teil |
| Gewählte Abgeordnete Städtische Einwohner; 9. Wahlbezirk                      | Rathsverwandter C.F. Junge aus Segeberg                                      | Stadtkassierer Johann Hinrich Potent in Segeberg                     | |
| Gewählte Abgeordnete Städtische Einwohner; 10. Wahlbezirk                     | Agent und Fabrikant Detlev Anton Renck aus Neumünster                        | Fleckensvorsteher E.D. Hinkelmann in Neumünster                      | |
| Gewählte Abgeordnete Städtische Einwohner; 11. Wahlbezirk                     | Weinhändler Hans Grube aus Kiel                                              | Früherer Bürgermeister Franz Michael d’Aubert aus Oldenburg          | |
| Gewählte Abgeordnete Städtische Einwohner; 12. Wahlbezirk                     | Ziegeleibesitzer Ludolf Conrad Hannibal Bargum aus Kiel                      | Ober- und Landgerichtsadvokat August Georg Marcus Friederici in Kiel | |